# Kanton Issoire
Issoire is een kanton van het Franse departement Puy-de-Dôme. Het kanton maakt deel uit van het arrondissement Issoire.

## Gemeenten
Het kanton Issoire omvatte tot 2014 de volgende 16 gemeenten:
- Aulhat-Saint-Privat
- Bergonne
- Le Broc
- Coudes
- Flat
- Issoire (hoofdplaats)
- Meilhaud
- Montpeyroux
- Orbeil
- Pardines
- Perrier
- Saint-Babel
- Saint-Yvoine
- Sauvagnat-Sainte-Marthe
- Solignat
- Vodable

Na de herindeling van de kantons bij decreet van 21 februari 2014, met uitwerking op 22 maart 2015, waren dat nog 11 gemeenten.
Door de samenvoeging op 1 januari 2016 van de gemeenten Aulhat-Saint-Privat en Flat tot de fusiegemeente (commune nouvelle) Aulhat-Flat, omvat het kanton sindsdien volgende 10 gemeenten : :
- Aulhat-Flat
- Brenat
- Le Broc
- Issoire (hoofdplaats)
- Meilhaud
- Orbeil
- Pardines
- Perrier
- Saint-Babel
- Saint-Yvoine